# موزه ملی (مالزی)
موزه ملی (مالایی: Muzium Negara) یک موزه است که در جالان دامانسارا در کوالا لامپور، مالزی واقع شده است. موزه، در نزدیکی باغ دریاچه پردانا قرار گرفته است و چشم‌اندازی از تاریخ و فرهنگ مالزی را ارائه می‌دهد. نمای بیرونی موزه شامل مؤلفه‌هایی از ویژگی‌های سنتی مالایی و مدرن است. این موزه در روز ۳۱ اوت ۱۹۶۳، افتتاح شد و به عنوان گنجینه ای از میراث تاریخی و فرهنگی غنی مالزی عمل می‌کند.
موزه ملی یک بنای سه طبقه است که دارای طولی برابر با ۱۰۹٫۷ متر (۳۵۹ فوت و ۱۱ اینچ)، عرضی برابر با ۱۵٫۱ متر (۴۹ فوت و ۶ اینچ) بوده و در کانون مرکز آن ارتفاعی برابر با ۳۷٫۶ متر (۱۲۳ فوت و ۴ اینچ) دارد. چهار گالری اصلی موزه به قوم‌شناسی و تاریخ طبیعی (زمین‌شناسی) اختصاص دارد.

## تاریخچه

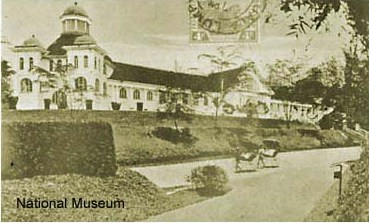
موزه قدیمی سلانگور
موزه سلانگور، در حقیقت موزهٔ ملی پیش از استقلال بود. موزه سلانگور در سال ۱۸۸۷ به عنوان یک فعالیت غیر حرفه ای توسط مستخدمین دولت مستعمراتی تأسیس شد. آن موزه زیر نظر دولت مستعمراتی قرار داشت و در پی تشکیل ایالات فدرال مالایا در سال ۱۸۹۶، در سال ۱۹۰۴ تحت عنوان موزه ایالات فدرال مالایا و با مدیریت لئونارد ری جونیور، از لحاظ اداری با موزه پراک در تایپینگ ادغام شد.